# هاري درابر
هاري درابر (بالإنجليزية: Harry Draper)‏ (1887 في المملكة المتحدة - 1965) هو لاعب كرة قدم بريطاني (وحمل سابقاً جنسية المملكة المتحدة لبريطانيا العظمى وأيرلندا) في مركز مهاجم داخلي. لعب مع برمنغهام سيتي وRotherham County F.C. ‏ ودنابي يونايتد.

## وصلات خارجية
- هاري درابر على موقع قاعدة بيانات كرة القدم.إي يو (الإنجليزية)